# Ulusal Birlik Partisi
Die Ulusal Birlik Partisi (UBP, Nationale Einheitspartei) ist eine nationalkonservative politische Partei in der Türkischen Republik Nordzypern.

## Geschichte
Gegründet wurde sie am 11. Oktober 1975 von Rauf Denktaş.
Bei den vorgezogenen Parlamentswahlen vom 19. April 2009 konnte die UBP als bisheriger Oppositionsführer die Mehrheit in der Versammlung der Republik zurückgewinnen. Mit rund 44 % der Stimmen sicherte sie sich 26 der 50 Sitze und somit die absolute Mehrheit im Parlament. Nachdem im Frühjahr 2013 acht Abgeordnete die Fraktion verlassen hatten und am 5. Juni 2013 ein Misstrauensvotum gegen die Regierung erfolgreich gewesen war, kam es am 28. Juli 2013 abermals zu vorgezogenen Neuwahlen, bei denen die UBP mit einem Ergebnis von 27,3 Prozent fast die Hälfte ihrer Sitze verlor. Sie war seither nur noch mit 18 Abgeordneten im Parlament vertreten. 
Bei der Parlamentswahl am 7. Januar 2018 errang die UBP 35,6 Prozent der Stimmen, wodurch sie mit 21 Parlamentssitzen wieder stärkste Kraft Nordzyperns wurde. Seit Mai 2019 stellt sie den Premierminister.